# 安德鲁·希恩尼尔
安德鲁·莫瑞·希恩尼尔（英語：Andrew Murray Shinnie，1989年7月17日—），蘇格蘭足球運動員，司職中場，效力於蘇超俱乐部利文斯顿足球俱乐部。曾入選蘇格蘭足球代表隊。

## 球會生涯

### 流浪者
希恩尼尔於2007年3月17日首次代表流浪者上場，在蘇格蘭足球超級聯賽對阿伯丁賽事中替換达多·普尔绍上陣。同一天對圣米伦U19賽事中，他代表球會青年隊攻進兩球。2007年蘇格蘭青年盃決賽對凯尔特人，他率先打開紀錄助球隊5-0大勝。季後他簽下三年合約。

### 邓迪
2008年11月，蘇格蘭足球甲級聯賽球會邓迪租借希恩尼尔至球季結束，在11月29日對圣庄士东賽事中首次上場，以1-1戰平。希恩尼尔在2009年2月21日打進首個職業進球，助球隊4-1大勝利文斯顿，之後在對克莱德賽事中再度進球，不過這次是烏龍球，球隊以2-0落敗。球季最後一場比賽對帕尔蒂克，達倫·楊攻入希恩尼尔開出的角球，最終以4-0大勝。
在季前熱身賽中，希恩尼尔斷腳受傷，康復後在2010年1月被外租到邓迪至球季結束，跟上次外借一樣成為球隊先發陣容的一員。

### 因弗内斯
希恩尼尔在2011年約滿離開流浪者，之後與蘇超球會因弗内斯在季前熱身賽跟操，出色的表現使他獲得兩年合約。7月23日作客马瑟韦尔首次上場，10月1日對聖米倫賽事中收獲在球會首顆進球，一個月後作客基马诺克大演帽子戲法，助球隊6-3取勝。2011年12月17日對母會流浪者的比賽中，以替補身份上場助球隊追平至1-1，這球是他在該賽季的第7球，但最終仍以2-1落敗。2012年1月28日英格蘭足總盃第四輪重賽對邓弗姆林中攻進一球，使球隊以3-1晉級至下一輪，但他在比賽中跖骨骨折，需進行手術且賽季報銷。他趕得及在聯賽最後三場比賽復出。希恩尼尔覺得有幸離開母會流浪者，因為流浪者因財政問題被勒令降級至最低級聯賽。
2012年10月中，賽季只進行三個月但希恩尼尔已攻入7球，教練特里·布彻對他和乔希·蒙克斯卻感到焦慮，因為兩人合約在季後完結。10月底蘇格蘭聯賽盃四分之一決賽對作客對流浪者，希恩尼尔助球隊打開紀錄，以3-0淘汰對手。良好的競技狀態使他獲徵召至成年國家隊，在友誼賽對戰盧森堡。他是首位代表蘇格蘭成年隊的因弗内斯球員。截至一月，希恩尼尔仍未簽下新合約，並傳出阿伯丁對他有興趣，但他不排除留隊的可能性。聯賽盃半決賽對哈茨，希恩尼尔率先打開紀錄，但對手追平並透過點球大戰勝出進入決賽。隨著賽季進行，他的進球率有所下趺，在餘下17場比賽中只打進3球，相比聯賽盃半決賽前他在28場比賽打進13球，但他整體表現良好使他入選為蘇格蘭PFA足球先生侯選人和入選2012-13年度PFA蘇超最佳陣容。

### 伯明翰城
2013年4月，希恩尼尔簽約英冠球會伯明翰城，在球季結束後以自由身加盟。他表示轉會是一個「艱難的決定」，「與像英冠這類型高水平聯賽的球會簽約三年是正確的抉擇」，並希望轉會能助他進入國家隊。
希恩尼尔在球季揭幕日對沃特福德上場比賽，以1-0落敗。他在英格蘭聯賽盃第二輪對约维尔賽事中打進在球會首個進球，而球隊透過點球大戰晉級下一輪。12月14日對般尼茅夫賽事中，希恩尼尔打進首個英冠聯賽進球，助球隊2-0取勝。

## 國家隊生涯
2009年3月28日2009年歐洲U-21足球錦標賽資格賽對阿爾巴尼亞U21，希恩尼尔首次代表蘇格蘭U21上場，在後來修正賽果中確認打進一球助球隊5-2大勝。2012年11月11日，希恩尼尔以後補身份被徵召上成年隊，並在對盧森堡賽事中先發上場，助攻給打進兩球的乔丹·罗德斯，助球隊2-1取勝。

## 個人生活
安德鲁·希恩尼尔的弟弟格雷姆·希恩尼尔也是足球員，現效力阿伯丁。

## 外部連結
- 足球数据库：安德鲁·希恩尼尔的球员统计数据
- 安德鲁·希恩尼尔 — 蘇格蘭足球協會